# Harun och sagornas hav
Harun och sagornas hav är en roman av Salman Rushdie utgiven 1990.
Den handlar om Harun Khalifa och hans far Rashid Khalifa, en berömd indisk sagoberättare. När fadern på grund av att hans hustru lämnat honom och Haruns okänsliga kommentarer förlorar sin berättarförmåga ger sig Harun ut för att hjälpa honom att få tillbaka sin förmåga.
Romanen beskrivs som en berättelse för unga läsare men vänder sig även till vuxna. Förutom att vara en äventyrsberättelse med humoristiska inslag tar den upp teman som vikten av yttrandefrihet och berättande. Den kan även läsas som en politisk allegori. Rushdie skrev berättelsen under den tid han var gömd för omvärlden efter publiceringen av romanen Satansverserna 1988. Skildringen av romanens tyrann Khattam-Shud har setts som ett porträtt av Ayatolla Khomeini som utfärdade fatwan mot Rushdie.
Berättelsen innehåller många ordlekar och allusioner, många av namnen på karaktärerna alluderar på orden "tala" och "tystnad". Handlingen utspelar sig i fantasilandet Alifbay, ett namn som härrör från hindustani-ordet för "alfabet". Khattam-Shud betyder "slut för gott". Harun och Rashid är uppkallade efter Harun al-Rashid som förekommer i många av sagorna i Tusen och en natt.

## Mottagande
Romanen har fått ett mycket positivt mottagande av flera kritiker. Alison Lurie i New York Times beskrev den som en anmärkningsvärd berättelse i traditionen av de stora barnboksklassikerna, och att den är givande även för vuxna läsare. Hon skrev: "Om det finns en hoppingivande slutsats att dra om Salman Rushdies nyliga öde, är det att litteratur har makt - så mycket makt att den räds av diktatorer. En enda berättare som Rashid är mer skrämmande för en tyrann än en armé (...) Det är vårt, och våra barns, stora lycka att Rushdie trots allt inte blivit tystad. Han har överlevt dödshoten från sin egen Khattam-Shud, och det Sagornas Hav som han hämtat sin underhållande och rörande berättelse från har inte blivit förgiftat, utan fortsätter att flöda lika klar och briljant som alltid".

## Adaptioner
Haroun and the Sea of Stories har satts upp som teaterföreställning av Tim Supple och David Tushingham på Royal National Theatre i London 1998. En opera av Charles Wuorinen med libretto av James Fenton hade premiär på New York City Opera 2004. Salman Rushdie har läst in Haroun and the Sea of Stories som ljudbok.